# SCR 0838-5855
SCR 0838-5855 is een rode dwerg met een spectraalklasse van M6.Ve. De ster bevindt zich 36,24 lichtjaar van de zon.